# Halladay (Automarke)
Halladay war eine US-amerikanische Automarke.

## Markengeschichte
Automobile dieser Marke wurden nacheinander von verschiedenen Unternehmen gefertigt. Zunächst war es die Streator Motor Company, später umbenannt in Barley Manufacturing Company, und letztlich als Barley Motor Car Company firmierend. Der Sitz war anfangs in Streator in Illinois und zum Schluss in Kalamazoo in Michigan.
1917 wurde die gesamte Halladay-Abteilung an die neu gegründete Halladay Motor Car Company aus Ohio verkauft. 1920 folgte die Umfirmierung in Halladay Motors Corporation und der Umzug nach Newark.
Die Vermarktung lief von 1905 bis 1922. Insgesamt sind 1794 Fahrzeuge überliefert.

## Fahrzeuge
Im Angebot standen jedes Jahr gewöhnlich mehrere Modelle. Nicht jedes Jahr gab es einen Modellwechsel. Das System der Modellbezeichnungen wechselte mehrfach. Die Motoren kamen von der Rutenber Motor Company. Eine andere Literatur gibt an, dass laut manchen Quellen die Motoren bis 1907 von Oswald kamen. Zunächst waren es ausschließlich Vierzylindermotoren. Die verschiedenen Karosserien sind der nachstehenden Tabelle zu entnehmen.
Von 1905 bis 1907 gab es nur das Model B. Der Motor war mit 35/40 PS angegeben. Das Fahrgestell hatte 274 cm Radstand.
1908 wurde daraus das Model C. Der Radstand betrug nun 300 cm.
1909 folgte die Umbenennung in Model D. Außerdem gab es eine kleinere und schwächere Modellreihe. Dies waren Model E, Model F und Model G. Der Motor leistete 24 PS. Der Radstand maß 254 cm.
1910 hatte das Model D-10 einen Motor mit 40 PS Leistung sowie 312 cm Radstand. Model E-10, Model F-10 und Model G-10 unterschieden sich wieder nur in ihren Aufbauten. Der Motor war mit 24/28 PS angegeben und der Radstand mit 264 cm. Neu war das Model J-10. Es rangierte mit 30 PS Leistung und 279 cm Radstand zwischen den anderen Modellen.
Von 1911 bis 1914 war die Motorleistung ein Teil der Bezeichnung. 1911 gab es das Model 40 mit 301 cm Radstand. Stärker und größer war das Model 50 mit 325 cm Radstand. Das Model G-30 hatte 269 cm Radstand und das Model J-30 279 cm Radstand.
1912 gab es das Model 30 mit 284 cm Radstand und das Model 40 mit 300 cm Radstand. Außerdem ergänzte mit dem Model 6-50 erstmals ein Fahrzeug mit einem Sechszylindermotor das Sortiment. Es hatte regulär 325 cm Radstand, in einer verlängerten Ausführung 340 cm Radstand.
Von 1913 bis 1914 bestand das Sortiment aus Model 32 mit 284 cm Radstand, Model 40 mit 300 cm Radstand und Model 6-50 mit 340 cm Radstand.
Danach entfielen die Vierzylindermodelle. Von 1915 bis 1916 standen der Light Six mit unklarer Motorleistung und 310 cm Radstand sowie der Big Six mit 50 PS Leistung und 34 cm Radstand zur Wahl.
Zwischen 1917 und 1919 gab es drei Modelle. Das Model O hatte 345 cm Radstand, das Model R 310 cm und das Model S 300 cm Radstand.
Von 1920 bis 1921 wurde das einzige Modell einfach Six genannt. Der Motor leistete 46 PS. Das Fahrgestell hatte 295 cm Radstand.
1922 war die einzige Änderung eine Kürzung des Radstandes auf 292 cm.

## Modellübersicht
| Jahr      | Modell     | Zylinder | Leistung (PS) | Radstand (cm) | Aufbau                                                                                                |
| --------- | ---------- | -------- | ------------- | ------------- | --- |
| 1905–1907 | Model B    | 4        | 35/40         | 274           | Tourenwagen 5-sitzig                                                                                  |
| 1908      | Model C    | 4        | 35/40         | 300           | Tourenwagen 5-sitzig, Runabout 3-sitzig, Limousine                                                    |
| 1909      | Model D    | 4        | 35/40         | 300           | Tourenwagen 5-sitzig, Runabout 3-sitzig, Limousine                                                    |
| 1909      | Model E    | 4        | 24            | 254           | Runabout 3-sitzig                                                                                     |
| 1909      | Model F    | 4        | 24            | 254           | Surrey 4-sitzig                                                                                       |
| 1909      | Model G    | 4        | 20            | 254           | Tourabout 4-sitzig                                                                                    |
| 1910      | Model D-10 | 4        | 40            | 312           | Tourenwagen 7-sitzig, Toy Tonneau 5-sitzig                                                            |
| 1910      | Model E-10 | 4        | 24/28         | 264           | Roadster 2-sitzig                                                                                     |
| 1910      | Model F-10 | 4        | 24/28         | 264           | Surrey 3-sitzig                                                                                       |
| 1910      | Model G-10 | 4        | 24/28         | 264           | Tourenwagen 5-sitzig                                                                                  |
| 1910      | Model J-10 | 4        | 30            | 279           | Roadster 2-sitzig, Toy Tonneau 4-sitzig, Tourenwagen 5-sitzig                                         |
| 1911      | Model 40   | 4        | 40            | 301           | Toy Tonneau 4-sitzig, Tourenwagen 5-sitzig, Winter Front Tourenwagen, Limousine                       |
| 1911      | Model 50   | 4        | 50            | 325           | Tourenwagen 7-sitzig, Toy Tonneauette 4-sitzig, Winter Front Tourenwagen 7-sitzig, Limousine 7-sitzig |
| 1911      | Model G-30 | 4        | 30            | 269           | Tourenwagen 5-sitzig, Surrey 4-sitzig, Roadster 2-sitzig und 3-sitzig                                 |
| 1911      | Model J-30 | 4        | 30            | 279           | Tourenwagen 5-sitzig, Roadster 2-sitzig                                                               |
| 1912      | Model 30   | 4        | 30            | 284           | Tourenwagen 5-sitzig, Roadster 2-sitzig                                                               |
| 1912      | Model 40   | 4        | 40            | 300           | Tourenwagen 5-sitzig, Toy Tonneau 4-sitzig, Roadster 2-sitzig                                         |
| 1912      | Model 6-50 | 6        | 50            | 325           | Toy Tonneau 4-sitzig, Tourenwagen 5-sitzig                                                            |
| 1912      | Model 6-50 | 6        | 50            | 340           | Tourenwagen 7-sitzig                                                                                  |
| 1913–1914 | Model 32   | 4        | 32            | 284           | Tourenwagen 5-sitzig, Roadster 2-sitzig                                                               |
| 1913–1914 | Model 40   | 4        | 40            | 300           | Tourenwagen 5-sitzig, Roadster 2-sitzig                                                               |
| 1913–1914 | Model 6-50 | 6        | 50            | 340           | Tourenwagen 5-sitzig, Toy Tonneau 4-sitzig                                                            |
| 1915–1916 | Light Six  | 6        |               | 310           | Tourenwagen 5-sitzig                                                                                  |
| 1915–1916 | Big Six    | 6        | 50            | 340           | Tourenwagen 5-sitzig                                                                                  |
| 1917–1919 | Model O    | 6        |               | 345           | Tourenwagen 7-sitzig                                                                                  |
| 1917–1919 | Model R    | 6        |               | 310           | Tourenwagen 5-sitzig, Roadster 3-sitzig                                                               |
| 1917–1919 | Model S    | 6        |               | 300           | Tourenwagen 5-sitzig                                                                                  |
| 1920–1921 | Six        | 6        | 46            | 295           | Tourenwagen 5-sitzig, Roadster 2-sitzig und 3-sitzig, Coupé 4-sitzig, Limousine 5-sitzig              |
| 1922      | Six        | 6        | 46            | 292           | Tourenwagen 5-sitzig, Roadster 2-sitzig, Victoria 5-sitzig, Cabriolet 3-sitzig                        |

## Produktionszahlen
| Jahr  | Produktionszahl |
| ----- | --------------- |
| 1905  | 5               |
| 1906  | 25              |
| 1907  | 25              |
| 1908  | 50              |
| 1909  | 50              |
| 1910  | 100             |
| 1911  | 200             |
| 1912  | 300             |
| 1913  | 200             |
| 1914  | 136             |
| 1915  | 236             |
| 1916  | 83              |
| 1917  | 48              |
| 1918  | 26              |
| 1919  | 68              |
| 1920  | 53              |
| 1921  | 183             |
| 1922  | 6               |
| Summe | 1794            |